# Neue Freie Presse
Neue Freie Presse („Noua Presă Liberă”) a fost un ziar vienez fondat de către Adolf Werthner, împreună cu jurnaliștii Max Friedländer și Michael Etienne, la 1 septembrie 1864 după ce fondatorii săi au părăsit ziarul Die Presse în urma unui conflict cu conducerea acestuia. El a existat până în 1938.
Werthner a fost președinte al Oesterreichischen Journal-Aktien-Gesellschaft, compania comercială ce publica ziarul.
Ziarul a fost condus între 1908 și 1920 ca director și apoi ca proprietar de Moriz Benedikt.
În cadrul ziarului au activat jurnaliști precum „Sil-Vara” (pseudonimul lui Geza Silberer) și Felix Salten.
Corespondenții săi de la Paris au fost Raphael Basch, Max Nordau și din 1891 Theodor Herzl, ultimii doi cunoscuți ca fondatori ai mișcării sioniste. Printre criticii muzicali ai ziarului s-au aflat Eduard Hanslick (1864-1904) și Julius Korngold (1904-1934).
Ziarul a fost ținta frecventă a satiristului Karl Kraus.